# Brenda Cox
Brenda Joyce Cox, po mężu Laidlaw (ur. 17 kwietnia 1944 w Proserpine, zm. 6 maja 2015 w Currimundi) – australijska lekkoatletka, sprinterka, mistrzyni igrzysk Imperium Brytyjskiego i Wspólnoty Brytyjskiej.

## Kariera sportowa
Zdobyła złoty medal w sztafecie 4 × 110 jardów (która biegła w składzie: Cox, Betty Cuthbert, Glenys Beasley i Joyce Bennett) oraz brązowy medal w biegu na 100 jardów (przegrywając tylko z Dorothy Hyman z Anglii i Doreen Porter z Nowej Zelandii), a także zajęła 4. miejsce w biegu na 220 jardów na igrzyskach Imperium Brytyjskiego i Wspólnoty Brytyjskiej w 1962 w Perth. 
Była brązową medalistką mistrzostw Australii w biegu na 220 jardów w 1962/1963.

## Rekordy życiowe
Rekordy życiowe Cox:
- bieg na 100 metrów – 11,6 s (18 marca 1961, Sydney)
- bieg na 200 metrów – 23,8 s (23 marca 1963, Brisbane)